# Chalaronne
Pour les articles homonymes, voir Chalaronne (homonymie).
La Chalaronne est un cours d'eau de la Dombes dans le département de l'Ain en région Auvergne-Rhône-Alpes. C'est un affluent de la rive gauche de la Saône, donc un sous-affluent du Rhône.

## Géographie
Cette rivière a une longueur de 52 km. Elle prend sa source dans la commune de Lapeyrouse.
Elle conflue en rive gauche de la Saône, entre les communes de Thoissey et Saint-Didier-sur-Chalaronne, en face de la commune de Drace, qui est en rive droite de la Saône.

### Communes traversées
Cette rivière passe notamment par Lapeyrouse (source), Villars-les-Dombes, Châtillon-sur-Chalaronne, Saint-Didier-sur-Chalaronne et Thoissey (confluence) et Saint-Étienne-sur-Chalaronne.

### Toponymes
La Chalaronne a donné son hydronyme aux quatre communes suivantes : Châtillon-sur-Chalaronne, Dompierre-sur-Chalaronne, Saint-Didier-sur-Chalaronne, Saint-Étienne-sur-Chalaronne.

### Bassin versant

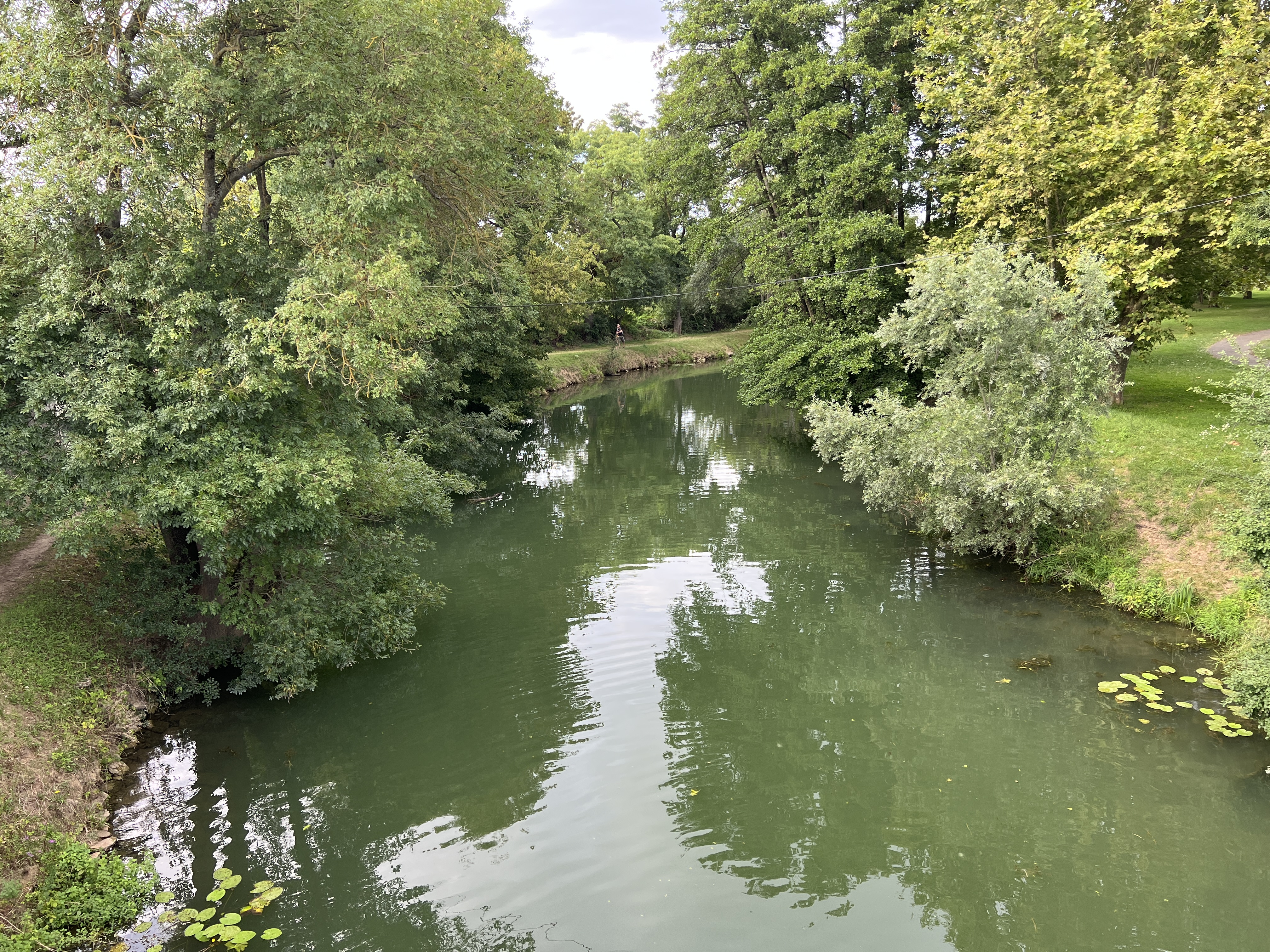
La rivière près du confluent avec la Saône.

La Chalaronne traverse une seule zone hydrographique La Saône de la Chalaronne à l'Ardière (U440) pour une superficie de 27 560 km2.

### Organisme gestionnaire
L'organisme gestionnaire est le SRTC ou syndicat des rivières des territoires de Chalaronne, créé le 15 janvier 2008, et sis à Châtillon-sur-Chalaronne. Un contrat de milieu est signé et en cours d'exécution,.

## Affluents
Son affluent principal est le Moignans. La Chalaronne a sept tronçons affluents référencés :
- le Relevant ;
- le Bief de Vernisson ;
- le Moignans (rg), 15,1 km, sur quatre communes, avec un affluent et un sous-affluent donc de rang de Strahler trois ;
- le Bief de la Gienne ;
- le Merdelon ;
- les Echudes ;
- le Bief de Poncharat.

Donc son rang de Strahler est de quatre.

## Hydrologie

### La Chalaronne à Villars-les-Dombes
La Chalaronne a été observée depuis le 31 décembre 1971 , à 274 m d'altitude, à la station U4405010 : La Chalaronne à Villars-les-Dombes, pour un bassin versant de 87 km2.
Le module y est de 0,479 m3/s.

### La Chalaronne à Châtillon-sur-Chalaronne
La Chalaronne a été observée depuis le 2 décembre 1981 , à 223 m d'altitude, à la station U4405020 : La Chalaronne à Châtillon-sur-Chalaronne, pour un bassin versant de 175 km2.
Le module y est de 1,04 m3/s.

### Étiage ou basses eaux
À l'étiage, c'est-à-dire aux basses eaux, le VCN3, ou débit minimal du cours d'eau enregistré pendant trois jours consécutifs sur un mois, en cas de quinquennale sèche s'établit à 0,021 m3/s, ce qui est peu,.

### Crues
Sur période d'observation, le débit journalier maximal a été observé le 2 janvier 2003 pour 5,27 m3/s. Le débit instantané maximal a été observé le 27 novembre 1982 avec 32,80 m3/s en même temps que la hauteur maximale instantanée de 173 cm soit 1,73 m. Le débit journalier maximal a été atteint le 8 octobre 1993 pour 26,30 m3/s.
Le QIX 2 est de 15,0 m3/s, le QIX 5 est 22,0 m3/s, le QIX 10 est de 27,0 m3/s, le QIX 20 est de 32,0 m3/s et le QIX 50 est de 39,0 m3/s.

### Lame d'eau et débit spécifique
La lame d'eau écoulée dans cette partie du bassin versant de la rivière est de 187 millimètres annuellement, ce qui est au-dessous de la moyenne en France, à 300 mm/an. Le débit spécifique (Qsp) atteint 5,9 litres par seconde et par kilomètre carré de bassin.